# Lijst van onregelmatigheden en incidenten in kerncentrale Borssele
De Nederlandse rijksoverheid brengt vanaf 1980 jaarlijkse overzichten uit van storingen en ongevallen in nucleaire installaties (waaronder de kerncentrales Borssele en Dodewaard). Gegevens van daarvoor zijn beperkt beschikbaar. Uit de overzichten blijkt dat zich tot eind 2009 in de kerncentrale Borssele 372 bedrijfsstoringen hebben voorgedaan. In 1981, 1984, 1986, 1987, 1989, 2006 en 2010 zijn er problemen geweest met de noodstroomvoorziening en de dieselaggregaten. 

## Overzichtstabel
Onderstaande tabel bevat een overzicht van gemelde afwijkingen en incidenten van de centrale sinds 1980.
Dit omvat INES-0-, INES-1- en INES-2-gebeurtenissen.
| Jaar              | Aantal            |                   | Jaar              | Aantal            |                   | Jaar              | Aantal            |                   | Jaar              | Aantal |
| 1980              | 17                | 1990              | 18                | 2000              | 12                | 2010              | 9                 |                   |                   |        |
| 1981              | 16                | 1991              | 23                | 2001              | 9                 | 2011              | 8                 |                   |                   |        |
| 1982              | 11                | 1992              | 20                | 2002              | 10                | 2012              | 3                 |                   |                   |        |
| 1983              | 7                 | 1993              | 21                | 2003              | 6                 | 2013              | 4                 |                   |                   |        |
| 1984              | 11                | 1994              | 17                | 2004              | 8                 | 2014              | 2                 |                   |                   |        |
| 1985              | 7                 | 1995              | 8                 | 2005              | 13                | 2015              | 3                 |                   |                   |        |
| 1986              | 8                 | 1996              | 14                | 2006              | 17                | 2016              | 3                 |                   |                   |        |
| 1987              | 17                | 1997              | 15                | 2007              | 5                 | 2017              | 4                 |                   |                   |        |
| 1988              | 10                | 1998              | 10                | 2008              | 6                 | 2018              | 7                 |                   |                   |        |
| 1989              | 25                | 1999              | 8                 | 2009              | 3                 |                   |                   |                   |                   |        |
| Totaal sinds 1980 | Totaal sinds 1980 | Totaal sinds 1980 | Totaal sinds 1980 | Totaal sinds 1980 | Totaal sinds 1980 | Totaal sinds 1980 | Totaal sinds 1980 | Totaal sinds 1980 | Totaal sinds 1980 | 415    |

## Storingen
Hieronder volgt een korte beschrijving van de belangrijkste storingen in de kerncentrale Borssele sinds de invoering van de INES-schaal voor deze rapportages in 1990. Het betreft hier INES-1- en INES-2-gebeurtenissen. INES-1 is tot 2003 'veertien' maal gerapporteerd, INES-2 tot 2011 eenmaal.

### 1990
- Tijdens de splijtstofwisselperiode raakten de filters van de inlaat van het hoofdkoelsysteem gedeeltelijk geblokkeerd met ongewenst materiaal als gevolg van een ongewoon hoge waterstand.
- Door het per abuis niet weer openzetten van een afsluiter na een periodieke beproeving, openbaarde zich een ontwerpfout in het koelwatersysteem als gevolg waarvan de volumeregelpomp tijdelijk uitviel.

### 1991
- Er zijn kleine lekkages opgetreden in de stoompijpjes van de stoomgenerator, waardoor aan de secundaire zijde een verhoogde radioactiviteit werd gemeten. Deze onregelmatigheid is op INES-1 ingeschaald omdat kennelijk onvoldoende maatregelen zijn genomen naar aanleiding van een rapportage van een soortgelijke storing in het buitenland in 1985.[12]

### 1992
- Een kwallenplaag leidde tot verstopping van de inlaatfilters van de koelsystemen. Zowel de kolencentrale als de kerncentrale werden uit bedrijf genomen. Tijdens het uit bedrijf nemen trad (net als eerder die maand) een storing op aan de stoomafblaasklep. De herhaling van die storing leidde tot inschaling op INES-niveau 1.[13]
- De automatische meting van de boorzuurconcentratie bleek gedurende 19 uur niet te zijn uitgevoerd (waar de bedrijfsvoorwaarden voorschrijven dat dit ieder 8 uur gebeurt) doordat een medewerker een storingsmelding over deze meting onjuist had geïnterpreteerd.[13]

### 1994
- Tijdens de splijtstofwisselperiode op 12 maart 1994 is bij de uitvoering van een periodieke beproeving een van de twee watergekoelde noodstroomdieselgeneratoren uitgevallen op de beveiliging voor te hoge koelwatertemperatuur. De oorzaak was dat tijdens een reparatie aan het noodkoelwatersysteem twee dagen te voren de toevoerkleppen naar beide diesels waren dichtgezet en na deze reparatie niet geopend werden. De luchtgekoelde noodstroomdieselgenerator was wel beschikbaar. Alhoewel de centrale zich in de niet-kritische toestand bevond is de storing op basis van de ernst ingedeeld op INES niveau 1.[14]
- Op 25 maart 1994 bleken tijdens de uitvoering van de beproeving van de noodvoedingwaterpompen die aangedreven worden door een stoomturbine deze twee pompen niet te starten vanuit de regelzaal. Ter plaatse bleken de pompen wel gestart te kunnen worden. De oorzaak bleek een onjuiste instelling van de druk van de regelolie. Na instelling van de juiste regeling werd de beproeving met succes uitgevoerd. Naast deze twee turbine aangedreven pompen stond de elektrisch aangedreven pomp wel paraat. Op grond van het formele overschrijden van de voorwaarden in de Technische Specificaties is deze storing ingedeeld op INES niveau 1. Een indeling op niveau 0 zou echter gezien de omstandigheden ook mogelijk zijn geweest.[14]
- Op 10 mei 1994 bleek tijdens de vier-wekelijkse beproeving van het primair reservesuppletiesysteem een afsluiter ten onrechte in een gesloten stand te staan. Bij de beproeving dient deze afsluiter gesloten te worden en na de beproeving weer geopend te worden. Dit laatste was bij de vorige beproeving nagelaten. Hierdoor was maar een van de twee redundanties beschikbaar. Op grond van het overschrijden van de voorwaarden in de Technische Specificaties is deze storing ingedeeld op het INES niveau 1.[14]

### 1995
- Bij een periodieke beproeving van het hogedruk-kerninundatiesysteem traden onverwachte trillingen op waardoor twee 15 mm-leidingen beschadigd raakten en ca. 12 m3 geboreerd water de pompkamer inliep.[15]

### 1996
- Tijdens werkzaamheden binnen het containment constateerde een onderhoudsmonteur op 21 november dat er lucht naar binnen stroomde via een drukontlastleiding. Deze leiding behoort afgesloten te zijn door vier afsluiters die zich buiten het containment bevinden. Meters in de regelzaal gaven aan dat deze afsluiters dicht waren, zodat men dacht dat de sluiters dicht waren, terwijl ze in feite open stonden. De overheid geeft niet aan hoelang de afsluiters open hebben gestaan en beperkt zich tot de mededeling dat er alleen buitenlucht naar binnen is gestroomd. Deze storing werd beoordeeld op INES-niveau 2.[16]

### 1997
- Na afloop van een reparatie zijn enkele zogeheten 'simulatiestekkers' niet verwijderd. Hierdoor zouden bij overschrijden van bepaalde waarden de bijbehorende tegenmaatregelen niet automatisch zijn uitgevoerd.[17]

### 1998
- Het blijkt dat het aangegeven debiet van de noodkoeling dubbel zo groot is als de werkelijke waarde, waardoor het debiet al wordt beperkt wanneer 50% van de maximale capaciteit is bereikt. Als gevolg hiervan werd niet aan de bedrijfsvoorwaarden voldaan wanneer er slechts twee van de drie noodvoedingwaterpompen beschikbaar waren, zoals gedurende geplande reparaties aan een van de pompen.[18]

### 1999
- Tijdens de splijtstofwisselperiode blijkt dat opnieuw onbedoeld simulatiestekkers zijn achtergebleven in het systeem, waardoor bepaalde beveiligingen niet automatisch in werking treden.[19]

### 2000
- Een afvalbus raakt los uit een grijper en valt terug in het splijtsofbassin. Omdat iets dergelijks twee maanden eerder ook al gebeurde, wordt het indicent ingeschaald op INES-1.[20]
- Bij de beproeving van een luchtafzuiginstallatie blijkt het debiet te laag als gevolg van een defect. Na de reparatie blijkt dat door een verkeerde interpretatie van de bedrijfsvoorwaarden de reparatie niet snel genoeg is uitgevoerd. Om die reden wordt deze onregelmatigheid op INES-1 ingeschaald.[20]

### 2001
- Zes lege posities in een rek in het splijtstofbassin blijken niet opgevuld of afgedekt, zoals wordt voorgeschreven door de bedrijfsvoorwaarden. De subkritikaliteit is niet in gevaar geweest.[21]
- Na opstart van de centrale bleek dat de temperatuur van het schildkoelsysteem te hoog was, als gevolg van afzettingen van boorkristallen in het koelcircuit (en daardoor verminderde warmteoverdracht).[21]

### 2002
- Geen gebeurtenissen boven INES-0 gemeld.[22]

### 2008
In 2008 heeft EPZ zes ongewone gebeurtenissen aan de overheid gemeld. Eén daarvan is als INES-1 ingeschaald.
- Op 1 augustus wordt geconstateerd dat er controles zijn uitgevoerd aan veiligheidssystemen waarbij deze tijdelijk buiten bedrijf zijn gesteld tijdens vermogensbedrijf, dat wil zeggen: als de centrale stroom produceert. Deze gang van zaken blijkt in strijd met de bedrijfsvoorwaarden uit de Technische Specificaties voor de centrale. Dit wordt gelabeld als een procedurele tekortkoming in het kwaliteitszorgproces van het onderhoudssysteem en om die reden ingeschaald als INES-1.[23]

### 2010
- 4 en 11 januari 2010: Bij een test bleek een noodstroomdiesel niet te starten. De kleppen van alle drie noodstroomdiesels zijn daarop vervangen.[24]

### 2011
In 2011 heeft EPZ acht ongewone gebeurtenissen aan de overheid gemeld. Daarvan zijn er drie als INES-1 ingeschaald:
- Van een noodstroomdiesel die op dat moment in onderhoud is, wordt onbedoeld het opstartprogramma ingeschakeld, waardoor de normale voeding voor een van de twee noodstroomrails wordt afgeschakeld, maar de noodstroom van de dieselgenerator, die op dat moment immers in onderhoud is, niet opkomt. De uiteindelijke oorzaak blijkt te liggen in enkele defecte printplaten die het inschakelen van de noodstroomdiesels regelen. Deze defecten hadden moeten worden opgemerkt bij een beproeving na eerder onderhoud.[25]
- Kortsluiting in een elektronicakast zorgt ervoor dat het noodvoedingswatersysteem niet automatisch functioneert.[25]
- De afdichting van een leiding in het nakoelsysteem blijkt te lekken en de centrale wordt afgeschakeld. De afdichting blijkt uit het verkeerde materiaal te zijn vervaardigd.[25]

### 2012
In 2012 heeft EPZ drie ongewone gebeurtenissen aan de overheid gemeld. Daarvan is er één als INES-1 ingeschaald:
- Er werd geconstateerd dat een hevelbreker van het opslagbassin voor splijtstaven (een voorziening die bij een lek in de toevoer van koelvloeistof voorkomt dat door hevelwerking het hele bassin leegstroomt) niet was opgenomen in het testprogramma. Na vervanging bleek bovendien dat de hevelbreker niet naar behoren functioneerde.[5]

Van één gebeurtenis was bij publicatie van het KFD-rapport de inschaling nog niet bepaald:
- Een pomp raakte tijdens de jaarlijkse onderhoudsstop defect. Deze gebeurtenis is aanvankelijk niet door EPZ gemeld omdat de nucleaire veiligheid niet in het geding zou zijn. De KFD heeft verzocht dit voorval toch formeel te melden, maar had zijn onderzoek nog niet afgerond bij publicatie van de rapportage.[5]

### 2013
In 2013 heeft EPZ vier ongewone gebeurtenissen aan de overheid gemeld. Daarvan is er één als INES-1 ingeschaald:
- Door een defect aan een zekeringbewakingsautomaat raakte een noodstroomrail beschadigd. Omdat bleek dat deze component niet in het testprogramma was opgenomen, werd de gebeurtenis als INES-1 gerapporteerd in plaats van INES-0.[26]

### 2014
In 2014 heeft EPZ twee ongewone gebeurtenissen aan de overheid gemeld. Geen daarvan is als hoger dan INES-0 ingeschaald.

### 2015
In 2015 heeft EPZ drie ongewone gebeurtenissen aan de overheid gemeld. Eén daarvan is als INES-1 ingeschaald.
- Op 13 mei 2015 wordt de kerncentrale stilgelegd vanwege technische gebreken in de noodstroomvoorziening: tijdens reguliere testen blijken diverse individuele noodstroombatterijen over onvoldoende capaciteit te beschikken. EPZ maakt van de stillegging gebruik door eerder dan gepland te beginnen met het jaarlijkse onderhoud van de centrale. Uit analyse blijkt vervolgens dat de gezamenlijke capaciteit van de noodstroombatterijen niet onder het in de KEW-vergunning[27] voorgeschreven minimum is uitgekomen.[8]

### 2016
In 2016 heeft EPZ drie ongewone gebeurtenissen aan de overheid gemeld. Geen daarvan is als hoger dan INES-0 ingeschaald.

### 2017
In 2017 heeft EPZ vier ongewone gebeurtenissen aan de overheid gemeld. Geen daarvan is als hoger dan INES-0 ingeschaald.

### 2018
In 2018 heeft EPZ zeven ongewone gebeurtenissen aan de overheid gemeld. Eén daarvan is als INES-1 ingeschaald.
- Door een storing in het reactorbeveiligingssysteem werd de reactor automatisch afgeschakeld. De afwijking werd voorlopig als INES-0 ingeschaald. Uit onderzoek van EPZ en de ANVS bleek echter dat de storing het gevolg was van een ontwerpfout die al ruim tien jaar bekend was bij EPZ. Dat tijdsverloop was reden om deze onregelmatigheid toch als INES-1 in te schalen.

### 2019
In 2019 heeft EPZ één ongewone gebeurtenis aan de overheid gemeld. Deze gebeurtenis is als INES-0 ingeschaald.

### 2020
In 2020 heeft EPZ twee ongewone gebeurtenissen aan de overheid gemeld. Hiervan is één gebeurtenis als INES-1 ingeschaald.
- Bij het verhelpen van een storing aan de personensluis is de daarvoor beschikbare tijd overschreden. De gebeurtenis was voorlopig als INES-0 ingeschaald, maar omdat de oorzaak (mede) lag in gebrekkige besluitvorming over de beschikbare tijd, is de gebeurtenis toch als INES-1 ingeschaald.

### 2021
De centrale werd op 20 oktober 2021 uit bedrijf genomen naar aanleiding van een kleine inwendige lekkage van een stuurklep in het nucleaire deel van de centrale. De kerncentrale draait sinds 24 oktober 2021 weer op vol vermogen.

### 2022
- Een lek in de personensluis op 14 februari, bedoeld om de onderdruk in het reactorgebouw te handhaven. Het lek werd over het hoofd gezien en pas bij een volgende test in april ontdekt.
- Laagradioactieve besmettingen in de kleedkamer.
- Storing aan de regelkleppen van een noodvoedingswatersysteem.[32]

### 2023
- In april een INES-1 besmetting van twee medewerkers bij het verwijderen van een losgekomen radioactief deeltje in het reactorvat.
- Een lek in de materiaalsluis op 14 februari, bedoeld om de onderdruk in het reactorgebouw te handhaven.
- Op 3 december turbine automatisch afgeschakeld door een kapotte meetspoel in de generator, waarna de centrale tijdelijk geen stroom kon leveren.[32]

### 2024
- INES-1 storing tijdens jaarlijkse onderhoudsstop, overdruk in het reactorgebouw.
- Koelsysteem van de reactorkern viel kort uit door fout in de procedure.
- Losgeraakte boutjes van splijtstof-elementen op de bodem van het reactorvat.
- Lekkende splijtstofstaaf.
- Uitgevallen beveiligingssysteem van de reactor tijdens de splijtstofwissel.
- Defecte afsluiter na een storing tijdens een test.
- Gedeeltelijke uitval door een technische storing.
- Besmetting door vrijkomen van radioactieve stoffen bij werkzaamheden in het nucleaire gedeelte van de kerncentrale. Op 7 februari 2025 had de ANVS hier volgens Laka nog steeds geen melding gemaakt op diens website.[33] In mei 2025 was dit wel het geval.[32]

### 2025
- In januari abnormaal hoge concentratie van radioactieve edelgassen in het primaire nucleaire systeem door een lekkend splijtstof-element, maar wel binnen de grenswaarden.[32]
- Op 7 mei viel de centrale uit door een lekkende klep in het primaire circuit. De kerncentrale werd in de avond van 14 mei weer opgestart.[34]